# 宗州 (辽朝)
宗州，辽朝时设置的州。
在辽东石熊山，耶律隆运（韓德讓）以所俘汉民置。辽圣宗时立为宗州，隶文忠王府。文忠王死后属提辖司。统县熊山县（今辽宁省法库县附近）。